# Ейдеман Роберт Петрович
Роберт Петрович Ейдеман (Ейдеманіс) (27 квітня 1895, Леясциємс — 12 червня 1937, Москва) — латвійський письменник та військовий діяч СРСР. Організатор каральних акцій на окупованій території УНР. Національність — латиш.

## Біографія
Син учителя. Освіту отримав в Київському військовому училищі (1916). Учасник 1-ї світової війни, прапорщик. В 1917 вступив в РСДРП(б), в 1918-в Червону армію. В 1917 обраний головою Канського совєта солдатських депутатів. 1917 — заступник голови Центросибіру. В грудні 1917 командував частинами, що придушували повстання юнкерів в Іркутську. В 1918-20 комісар і командир різних дивізій. В червні-липні 1920 командувач 13-ю армією в районі Каховки. З вересня 1920 начальник тилу Південного фронту і одночасно з жовтня 1920 командував військами внутрішньої служби Південного і Південно-Західного фронтів. Керував каральними експедиціями і придушенням виступів в тилу Червоної армії. З січня 1921 командувач військами внутрішньої служби України. Організатор боротьби з «бандитизмом» в Україні, брав людей у заставу, страчував «співчуваючих» тощо
З березня 1921 командувач військами Харківського військового округу, з червня 1921 помічник командувач Збройними Силами України і Криму. Член Всеукраїнського Центрального Виконавчого Комітету. З 1924 командував військами Сибірського військового округу. В 1925 — 1932 начальник і комісар Військової академії імені Фрунзе. В 1927-36 відповідальний редактор журналу «Війна і революція», був членом правління і головою латвійської секції Спілки письменників СРСР.
В 1932-34 член Реввійськради Республіки. З 1932 голова Центральної ради Осоавіахіма.
02.05.1937 заарештований під час роботи Московської партійної конференції. Після застосування до нього «заходів фізичного впливу» признався в участі в військово-фашистській змові, латишської підпільної організації і обмовив ще 20 чоловік, в тому числі 13 співробітників Осоавіахіму (всі вони були негайно заарештовані). 11.6.1937 Спеціальною судовою присутністю Верховного суду СРСР засуджений до страти. Страчений. В 1957 реабілітований.

## Твори
- Борьба с кулацким повстанчеством и бандитизмом. Х. , 1921;
- Химия в войне будущего. Х., 1925;
- Итоги и перспективы работы ВНО. М., 1926;
- Армия в 1917 году. М.—Л., 1927 (у співавторстві);
- Гражданская война на Украине. Х., 1928 (у співавторстві).